# Rihab Hammami
Rihab Hammami (sinh ngày 4 tháng 6 năm 1989) là một thủy thủ người Tunisia. Cô và Hedi Gharbi xếp thứ 20 trong nội dung Nacra 17 tại Thế vận hội mùa hè 2016.